# Slag bij Maresa
De Slag bij Maresa was volgens 2 Kronieken 14:8-15 in de Hebreeuwse Bijbel een slag tussen Asa van Juda (ca. 910-870 v.Chr.) en de Nubiër Zerach. Volgens dit verhaal waren de Nubiërs ruim in de meerderheid met een miljoen soldaten en driehonderd strijdwagens tegenover de Israëlieten met 580.000 soldaten (2 Kronieken 14:7). Toch leden zij een verpletterende nederlaag en veroverden de Israëlieten een grote buit op hen.
Volgens Steven Shawn Tuell zijn de aantallen soldaten die in het verhaal worden genoemd "volstrekt onrealistisch".